# Eragrostis riobrancensis
Eragrostis riobrancensis là một loài thực vật có hoa trong họ Hòa thảo. Loài này được Judz. & P.M.Peterson mô tả khoa học đầu tiên năm 1990.